# Самет Гумуш
Самет Гумуш (тур. Samet Gümüş; 9 травня 2001) — турецький боксер, чемпіон Європи серед аматорів, призер Європейських ігор.

## Аматорська кар'єра
На чемпіонаті світу 2023 програв у першому бою Василю Єгорову (Росія).
На Європейських іграх 2023 завоював срібну медаль і кваліфікувався на Олімпійські ігри 2024.
- В 1/8 фіналу переміг Дмитра Замотаєва (Україна) — 3-1
- У чвертьфіналі переміг Мартін Моліна (Іспанія) — 5-0
- У півфіналі переміг Федеріко Серра (Італія) — 4-1
- У фіналі програв Білалу Беннама (Франція) — 1-4

На чемпіонаті Європи 2024 став чемпіоном.
- У 1/8 фіналу переміг Рікі Несбіта (Ірландія) — 5-0
- У чвертьфіналі переміг Масуда Юсіфзаде (Азербайджан) — 4-1
- У півфіналі переміг Омера Аметовича (Сербія) — RSC R2
- У фіналі переміг Аттілу Берната (Угорщина) — 4-1

На Олімпійських іграх 2024 програв в першому бою Сакену Бібосинову (Казахстан).